# Lemony Snicket: A balszerencse áradása (film)
A Lemony Snicket: A balszerencse áradása (eredeti cím: Lemony Snicket's A Series of Unfortunate Events) 2004-ben bemutatott amerikai gótikus-filmvígjáték, melyet Brad Silberling rendezett. A Lemony Snicket: A balszerencse áradása című könyvsorozat filmadaptációja, amely az első három regényről, a Rossz kezdetről, a Hüllőszobáról és a Széles ablakról szól. A főszerepben Jim Carrey, Liam Aiken, Emily Browning, Timothy Spall, Catherine O’Hara, Billy Connolly, Cedric the Entertainer, Luis Guzmán, Jennifer Coolidge, Meryl Streep és Jude Law, mint Lemony Snicket (az amerikai író, Daniel Handler nevével) látható.
Az Amerikai Egyesült Államokban 2004. december 17-én mutatták be a mozikban, míg Magyarországon 2005. március 10-én jelent meg szinkronizálva az UIP-Dunafilm forgalmazásában.
A Nickelodeon Movies 2000-ben megvásárolta Daniel Handler könyvsorozatának filmjogát, majd megkezdte a film előkészítését Barry Sonnenfelddel, aki a rendező lett. Handler adaptálta a forgatókönyvet, és Jim Carreyt választotta Olaf gróf szerepére. Sonnenfeld végül 2003 januárjában elhagyta a projektek és Brad Silberling vette át a helyét. Robert Gordon újraírta Handler forgatókönyvét, és a fő forgatás 2003 novemberében kezdődött. A balszerencse áradása teljes egészében a Paramount Pictures és a Downey Studios által készült, háttérképekkel és perspektíva technikákkal.
Általánosságban pozitív visszajelzéseket kapott a kritikusoktól, sokan dicsérték Carrey alakítását, míg mások kritizálták a komikus hangját és a rövid játékidőt – csak a sorozat első 3 könyvére tudtak összpontosítani. A film 211 millió dollárt gyűjtött világszerte, és elnyerte az Akadémia díját a Legjobb Sminkért.

## Cselekmény
|  | Alább a cselekmény részletei következnek! |

Lemony Snicket a Baudelaire gyerekek történetét meséli el.
A tizennégy éves feltaláló, Violet Baudelaire, a tizenkét éves bibliofil öccse, Klaus és a gügyögő kishúguk, Sunny árvává válik, miután egy titokzatos tűzvész elpusztítja otthonukat, melyben meghalnak szüleik. Mr. Poe, a család bankára kezeli az ügyeiket és a legközelebbi rokonukra, Olaf gróf (Jim Carrey) gondozására hagyja őket. Olaf minden szándéka, hogy megszerezze a család vagyonát, amely a bank őrizetében marad Violet nagykorúságának betöltéséig. A galád férfi szigorú házimunkák elvégzésére kényszeríti őket.
Hazafelé tartva a bíróságról, ahol Olaf „törvényesen” megkapta a gyermekek gondozására való jogot, megáll egy kisbolt előtt. Közvetlenül a vasúti sínen parkolt autójában hagyja a gyerekeket, amely felé közeledik a vonat. Az árváknak időben sikerül átirányítani a vonatot a másik sínre azáltal, hogy egy rugós tárggyal elfordítják a vágányt irányító kapcsolót. Mr. Poe megérkezik és elviszi őket, megjegyezve Olaf felé, hogy felelőtlenség volt megengedni Sunnynak vezetni.
Az árvákat Dr. Montgomery Montgomery nevű nagybátyjukhoz viszik, egy excentrikus, de kedves herpetológushoz. Azonban a magát álcázó Olaf megérkezik, mint Montgomery asszisztense, Stephano. Az árvák megkísérelik figyelmeztetni Monty bácsit Stephanóról, miután egy óriás viperát mutat meg nekik a laboratóriumában. Röviddel ezután holtan találják Montgomery-t az egyik szobában, a halálát feltételezhetően a vipera okozta. Mr. Poe úgy dönt, hogy Stephano gondozására bízza a gyerekeket, ám Sunny bebizonyítja Stephano bűnösségét azzal, hogy a viperával játszadozni kezd, ami teljesen ártalmatlan az emberre. Stephano ekkor elmenekül.
Mr. Poe ezt követően Josephine néninél hagyja őket, aki jó nyelvtani tudással rendelkezik és szinte mindentől retteg. Olaf ismét álcázza magát, ezúttal Sham kapitányként, hogy újra beavatkozzon a terveikbe. Egy nap Josephine-t nem találják a házban, ám hagyott egy búcsúlevelet, hogy Sham kapitányra bízza őket, mert öngyilkosságot követett el. Klaus arra a következtetésre jutott, hogy Olaf kényszerítette a levél helyesírási hibáira, így rájönnek a rejtett üzenetre egy helyről. A barlangba indulnak, ahol a néni elrejtőzött, majd megmentik, viszont a piócákat elkezdik vonzani. A sűrű ködben megjelenik Olaf, és elhozza magával a gyerekeket, ám Josephine-t lelöki a hajóról a piócákhoz. Mr. Poe megtalálja Olafot a gyerekekkel, és Olaf úgy tesz, mintha megmentette volna őket. A becsapott Poe arra a döntésre jut, hogy ismét rábízza a gyerekeket Olafra.
Olaf "A csodálatos házasság" című darabot tervezi előadni, amelyben Violet és Olaf menyasszonyt és vőlegényt alakít. Klaus gyanúja mutatja Olaf kitervelt játékának tervét, hogy valóban feleségül akarja venni Violet-ot, hogy törvényesen elismert fogadalmakkal és a béke jóhiszemű igazságszolgáltatásával megpróbálja megszerezni a vagyont, azzal fenyegetve a lányt, hogy megöli Sunny-t, akit ketrecbe zárt a toronynál, ám ha nem fogadja el az esküt, ledobatja az egyik emberével egy voki-tokin keresztül.
Klausnak sikerül elmenekülnie, és Olaf házában a tiltott toronyban nagy lencséket talál, amely helyesen elhelyezve képes a nap sugaraira összpontosítani. Így felfedezi, hogy Olaf okozta a tüzet a Baudelaire ház tűzvészén. A tükröket használja a házassági bizonyítvány elégetésére, ami Olaf letartóztatásához vezet. Azonban a közönség és az ő társaik felbőszülnek és Olaf ellen fordulnak, majd eltüntetik. A bíróság azt ítéletet adja neki, hogy éljen át minden rossz eseményt, amint a gyerekek éltek át.
Violet, Klaus és Sunny utoljára elmennek a leégett otthonuk maradványaihoz. Végül megérkezik a szüleik elveszett levele a postaládába, és megtalálnak benne egy búcsú levelet és a család messzelátóját.
|  | Itt a vége a cselekmény részletezésének! |

## Szereplők
| Szerep                               | Színész                | Magyar hang        | Magyar hang        | Megjegyzés |
| Szerep                               | Színész                | 1. szinkron (2004) | 2. szinkron (2008) | Megjegyzés |
| ------------------------------------ | ---------------------- | ------------------ | ------------------ | --- |
| Olaf gróf / Stephano / Sham kapitány | Jim Carrey             | Kerekes József     | Varga Gábor        | Aljas színpadi színész, az álcázás mestere, aki a Baudelaire család vagyonára pályázik                                                                                  |
| Violet Baudelaire                    | Emily Browning         | Molnár Ilona       | Talmács Márta      | Zseniális feltaláló, a legidősebb a Baudelaire testvérek közül, mindennapi tárgyakból készít találmányokat                                                              |
| Klaus Baudelaire                     | Liam Aiken             | Berkes Bence       |                    | Intelligens és jószívű könyvmoly. A Baudelaire testvérek középső gyermeke, enciklopédikus tudását felhasználva segíti ki őket a bajból                                  |
| Sunny Baudelaire                     | Kara és Shelby Hoffman | Jelinek Éva        |                    | A Baudelaire testvérek legfiatalabb tagja, pimasz csecsemő négy nagyon éles foggal. Többnyire feliratozzák, mivel érthetetlen sikoltozásokkal és gügyögéssel kommunikál |
| Lemony Snicket                       | Jude Law               | Zalán János        | Fekete Zoltán      | Introvertált író, a történet narrátora |
| Josephine Anwhistle                  | Meryl Streep           | Básti Juli         | Orosz Anna         | Obszesszív-kompulzív zavarban szenvedő asszony, a Baudelaire-ék nagynénje és ideiglenes gyámja                                                                          |
| Mr. Poe                              | Timothy Spall          | Versényi László    | Csuja Imre         | Jó szándékú, de inkompetens bankár, tájékoztatja a Baudelaire gyermekeket a tűzvészről és utána ő kezeli az ügyeiket                                                    |
| Dr. Montgomery Montgomery            | Billy Connolly         | Fülöp Zsigmond     | Haás Vander Péter  | Excentrikus, de kedves herpetológus, Baudelaire-ék nagybátyja és ideiglenes gyámja                                                                                      |
| Strauss bírónő                       | Catherine O’Hara       | Málnai Zsuzsa      |                    | Bíró, Olaf gróf kedves szomszédja |
| Rendőrfelügyelő                      | Cedric the Entertainer | Faragó András      | Kapácsy Miklós     | Szkeptikus nyomozó |
| Kopasz fickó                         | Luis Guzmán            | Bordás János       |                    | Olaf gróf egyik szolgálója |
| Fernald, a kampókezű férfi           | Jamie Harris           | Sebestyén András   |                    | Olaf gróf másik szolgálója |
| Meghatározatlan nemű személy         | Craig Ferguson         | Garamszegi Gábor   |                    | Olaf gróf harmadik szolgálója |
| Fehér arcú nők                       | Jennifer Coolidge      | Szabó Éva          |                    | Olaf gróf szolgálói |
| Fehér arcú nők                       | Jane Adams             | Náray Erika        |                    | Olaf gróf szolgálói |
| Kritikus                             | Dustin Hoffman         | Tahi Tóth László   |                    | A közönség egyik kritikusa |
| Fényképész                           | Daniel Handler         | –                  | –                  | |

## Gyártás

### A film készítése
A Nickelodeon Movies 2000. májusában megvásárolta a filmjogokat A balszerencse áradása regénysorozat alapján. A Paramount Pictures, a Nickelodeon Movies tulajdonosával beleegyezett abba, hogy Scott Rudin legyen a társfinanszírozó. Különböző rendezők, köztük Terry Gilliam és Roman Polański érdeklődtek a film elkészítéséről. A szerző, Daniel Handler egyik kedvencét jelölte, aki Guy Maddin volt. 2002 júniusában Barry Sonnenfeldet kérték fel a rendezésre. Azért választották, mert korábban már együttműködött Rudinnal, és fekete komédiás rendezési stílusa miatt, mint pl. az Addams Family – A galád család,  Addams Family 2. – Egy kicsivel galádabb a család  vagy a Get Shorty. Sonnenfeld úgy utalt a 'Lemony Snicket' regényre, mint egyik kedvenc gyerektörténetére.
A film forgatása 2002 decemberében már csúszásban volt. Rudin elégedetlen volt a költségvetéssel, és elhagyta a projektet. Miközben Sonnenfeld és Carrey maradtak, Sonnenfeld elismerte, szkeptikus volt, hogy a Paramount 100 millió dolláros költségvetése elegendő lesz. A stúdió úgy döntött, hogy olcsóbb megoldás lesz, ha a forgatás helyszínét Hollywoodból áthelyezik Wilmingtonba (Észak-Karolina). A 2003. áprilisi kezdési időpontot későbbre halasztották. Végül Paramount rendezte a helyzetet 2003 januárjában, amikor felkérte a  DreamWorks Pictures segítséget a film társfinanszírozására, ám Sonnenfeld a rendezői pozícióját elhagyta. Rudin és Sonnenfeld később nem vett részt a filmben, ám exkluzív producerként hozzájárultak. Carrey jóváhagyta a következő rendező felvételét.
Brad Silberling 2003 februárjában írt alá, mint következő rendező. Az első felkereséskor nem ismerte a sorozatot. Gyorsan elolvasta az első három regényt, és izgatottnak érezte magát, hogy „Hollywood megragadta annak esélyét, hogy több mint 100 millió dollárt fektessen ezeknek a találékony gyermekkönyveknek a képernyőre történő adaptálásához.” Handler, aki nyolc forgatókönyvet írt a Sonnenfeld számára, helyére 2003 májusában Robert Gordon került., Handler jóváhagyta az eredeti forgatókönyvében végrehajtott változtatásokat.

### Forgatás
A filmezés 2003 októberében kezdődött, ám később szüneteltetniük kellett. A Lemony Snicket: A balszerencse áradása fő forgatásának folytatásara 2003. november 10-én került sor, a sound stage és backlot által a Hollywood-i Paramount Stúdióban. Brad Silberling rendező elkerülte a túl sok digitális vagy chroma key effektus használatát, mert azt akarta, hogy a fiatalabb színészek úgy érezzék, mintha reális környezetben dolgoznának. 21 hetes forgatás után a Paramount, a gyártás ezután a Downey Studios-ban folytatódott, egy korábbi NASA létesítménybe Downey, Kaliforniában, és további nyolc hétig forgattak. Downey house-nál található kör alakú vasúti kereszteződést komplett perspektívás látványosságokkal, valamint egy újonnan épített víztartály építettek, amely több mint egymillió liter vizet tartalmaz. A víztartály szerepet játszott a Briny Beach, a Lachrymose-tó, a Damocles dokk és a vérfagyasztó barlang helyszínein készített jelenetek forgatásában. A film forgatása végül 2004. május 29-én ért véget.

### Média kiadás
A Lemony Snicket: A balszerencse áradása című film 2005. április 26-án jelent meg a DVD-n és a VHS-en.

## Fordítás
- Ez a szócikk részben vagy egészben  a   Lemony Snicket's A Series of Unfortunate Events című angol Wikipédia-szócikk ezen változatának fordításán alapul.  Az eredeti cikk szerkesztőit annak laptörténete sorolja fel. Ez a jelzés csupán a megfogalmazás eredetét és a szerzői jogokat jelzi, nem szolgál a cikkben szereplő információk forrásmegjelöléseként.